# Kozo Yuki
Kozo Yuki (結城 耕造?, Yuki Kozo; Prefettura di Kanagawa, 23 gennaio 1979) è un ex calciatore giapponese, di ruolo difensore.